# Dorothy Dalton
Dorothy Dalton   (Newark, 1 d'agost de 1922 - 9 de maig de 1973) va ser una gimnasta artística estatunidenca que va competir durant les dècades de 1940 i 1950.
El 1948 va prendre part en els Jocs Olímpics de Londres, on guanyà la medalla de bronze en la competició del concurs complet per equips del programa de gimnàstica. Quatre anys més tard, als Jocs de Hèlsinki, disputà les set proves del programa de gimnàstica que es programaren en aquella edició. La millor de les classificacions fou la quinzena en el concurs complet per equips.